# Stinkend nieskruid
Stinkend nieskruid (Helleborus foetidus) is een groenblijvend, overblijvend kruid uit het geslacht nieskruid (Helleborus) van de ranonkelfamilie (Ranunculaceae). Het is de enige soort die wordt ingedeeld in de sectie Griphopus.
De geur van de lichtgroene bloemen, wanneer deze worden aangeraakt, is niet aangenaam. Dit geldt nog sterker wanneer de bladeren worden fijngewreven.

## Voorkomen
De plant komt van nature voor in Midden- en Zuid-Europa van Italië en Portugal in het zuiden tot het midden van Duitsland. Ook komt de plant voor in het zuiden en het midden van Engeland.
In België komt de plant vrij veel voor in de kalkstreek (Condroz, Fagne en Famenne), alsook plaatselijk in de Gaume. In Nederland is de plant in een hellingbos bij Ubachsberg en op de Sint-Pietersberg (Maastricht]) in het wild gesignaleerd, verder wordt ze als tuinplant gekweekt.

## Kenmerken
De overwinterende, donkergroene, enigszins leerachtige bladeren zijn handvormig gedeeld in zeven tot elf smalle blaadjes met een gezaagde rand.
De lichtgroene, 2-2,5 cm brede bloemen hebben alleen kelkbladen en geen kroonbladen. Deze hebben vaak een paars/bruine rand. De kroonbladen zijn veranderd in nectariën (honingnapjes), die de vorm hebben van een afgeplatte horen. De bloemen groeien trosvormig. Het bovenste deel van het stammetje is evenals de kleine ongedeelde schutbladen, lichtgroen van kleur. De bloeiperiode loopt van januari tot mei. De vrucht bestaat uit een tot vijf kokervruchten.
Stinkend nieskruid bloeit meestal twee keer, een eerste keer in het vijfde jaar, maar soms al in het tweede jaar. Nieuwe stengels uit de wortelstok bezorgen gewoonlijk een tweede bloei in het volgende jaar. Daarna sterft de plant meestal.

### Ecologie
De bloemen worden vooral door bijen bezocht. Deze worden aangetrokken door de voor mensen onaangename geur.
De zaadjes hebben aan een zijde een mierenbroodje waaruit olie komt. De mieren zijn dol op deze olie en slepen hiervoor de zaden mee. Op deze manier vindt de verspreiding van de zaden plaats, soms vele meters ver van de moederplant.
De plant heeft een lichte voorkeur voor een standplaats in de halfschaduw, vaak op kalkhoudende grond.

### Giftigheid
Alle delen van de plant zijn zwak tot matig giftig, ook de zaden. Het aanwezige helleborin irriteert huid- en slijmvliezen. Reeds door onbeschermd met de zaden om te gaan kan de handhuid irritatie vertonen. Het gif werd vroeger als wormmiddel in de veeartsenijkunde gebruikt.

## Kweek
In de tuin is de plant geschikt voor borders langs een tuinpad, of bij steen. De plant houdt van een kalkrijke en vochthoudende bodem. Als de plant veel zaad zet betekent dit vaak het einde. In de tuin is tijdig snoeien van uitgebloeide bloemen daarom van belang. De plant wordt gewaardeerd als groenblijvende opvulling van de ondergroei.
Helleborus foetidus 'Wester Flisk' is een bekende cultivar, die roodgetinte stengels en bladstelen heeft.

## Afbeeldingen
|  |  |  |